# Daïra d'El Bayadh
La daïra d'El Bayadh est une daïra d'Algérie située dans la wilaya d'El Bayadh et dont le chef-lieu est la ville éponyme de El Bayadh.

## Localisation
La daïra est située au nord de la wilaya d'El Bayadh.

## Communes
La daïra n'est composée qu'une seule commune : El Bayadh.